# Hugo Behrens
Hugo Behrens (ps: B. Renz, ur. 21 lipca 1820 w Hamburgu, zm. 7 listopada 1910 w Kötzschenbroda, części Radebeul) – niemiecki pisarz i lekarz.

## Życiorys
Po studiach medycznych pracował jako lekarz wojskowy, a także prowadził własną praktykę lekarską, kolejno w: Quedlinburgu (od 1852), Frankfurcie nad Menem (od 1880), Arnstadt i Kötzschenbroda. Miał córkę, Berthę, pisarkę, znaną jako Wilhelmine Heimburg.

## Dzieła
Wybrane utwory:
- Feurige Kohlen, 1885, powieść,
- Nach dem Sturme, 1887, powieść,
- Hamburger Geschichten, 1896,
- Am Ibenstein, 1896, opowiadanie,
- Nach 40 Jahren - Pyramus und Thysbe, 1898, nowela,
- Im Getreidenhof, 1902, powieść,
- Die polnische Gefahr und andere Novellen[2], 1905, dzieło w nurcie Ostmarkenliteratur[1].